# Roßkopf (Brisgovia)
Roßkopf es el nombre de un macizo montañoso en Baden-Wurtemberg, Alemania.

## Topónimo
El topónimo Roßkopf es una palabra compuesta alemana que significa Cabeza de Caballo. Después de la reforma de la ortografía alemana de 1996 puede escribirse con "ss" o como antes con "ß", ya que si la palabra se refiere al monte es un nombre propio.

## Geografía
Se eleva hasta los 737 m al oeste de la Selva Negra y al este de la llanura del Rin Superior entre los valles de los ríos Glotter y Dreisam al noreste de Friburgo y al sureste de Gundelfingen. Es un destino cercano para paseos. Por ejemplo, una etapa del Sendero Alto del Kandel atraviesa el Roßkopf.
Desde hace 1989 está en la cumbre del monte una torre de observación y desde 2003 hay también cuatro aerogeneradores. Al norte de la cumbre está la Roca Martín a una altitud de 686 m que ofrece una buena vista de la Brisgovia septentrional. Aún más al este, pero todavía casi directamente en la frontera entre el municipio Gundelfingen y la ciudad Friburgo está el Acampamento de Bueyes (Ochsenlager) a 648 m. Este topónimo viene evidentemente de otra época de trabajos forestales. Allí hay una pequeña cabaña donde se puede descansar. Monte abajo hacia el sur se unen varios arroyuelos para formar el Welchentalbach, un arroyo lateral del Dreisam que fluye por el valle Welchental. Pertenece al barrio Ebnet de Friburgo. En la parte del monte de este barrio está la capilla forestal San Wendelin a 540 m. A una distancia de 750 m, y ya en el barrio Waldsee (Lago Forestal), se encuentra la iglesia de peregrinación Santa Odilia a 480 m. Por encima del barrio Oberau se levanta el Hirzberg que es un collado. Con ocasión del Día de los Católicos 1978 en Friburgo se erigió una cruz de madera en el Hirzberg. Cerca de esta cruz está el banco más largo de Friburgo de 40,6 m. El Monte del Castillo es la estribación suroccidental del macizo. Allí hay dos miradores: La Torre del Schlossberg y la Ludwigshöhe, una elevación de pocos metros sobre los escombros del Castillo. Un camino totalmente llano lleva desde el Hirzberg, pasando por el Krottenweiher (Estanque de Sapos), al Waltersberg, en el barrio Herdern donde está el Panorama Hotel Mercure, aproximadamente en el sitio donde se encontraba el Jägerhäusle (Casita de Cazadores), originalmente una casa forestal, pero ya pronto un café, entonces una posada y finalmente un restaurante muy popular. El prado al lado es hoy el Prado de Esculturas (Skulpturenwiese) donde se exponen esculturas de arte concreto de Roland Phleps. La continuación del camino hacia el norte es una calle panorámica llamada Eichhalde. Es al mismo tiempo el topónimo de esta ladera del monte, ya que "Halde" significa "ladera". Junto con la pradera por encima la calle panorámica constituye una zona recreativa.
Varios arroyos nacen en el monte, entre ellos el Schobbach, que atraviesa el valle Wildtal, y el Reutebach. Cerca de la iglesia católica del barrio septentrional Zähringen de Friburgo está la entrada al barranco del Reutebach. Un sendero a lo largo del arroyo conduce hacia arriba al estacionamiento de coches en el bosque al lado del puente sobre el Reutebach. Allí un tablero informa que, durante obras de construcción, se hallaron restos de la antigua iglesia del pueblo Reutebach. Según el reporte de visita de un obispo de 1597 la Iglesia de la Santa Cruz de Reutebach tenía un coro con un altar principal y dos laterales y una nave. Del pueblo Reutebach quedan sólo tres granjas que se llaman "Reutebacher Höfe" y pertenecen, tal como el castillo de Zähringen y Wildtal, al municipio Gundelfingen. La granja más alta estaba a 590 m. Su último propietario era Karl von Rotteck, un político alemán que murió en 1840. Después de su muerte la granja fue demolida en un intento del gobierno de borrar su memoria. Hoy están allí una cabaña y un área para asar carne al lado y el lugar se llama "Rottecksruhe" (Descanso de Rotteck).